# دولت استونی

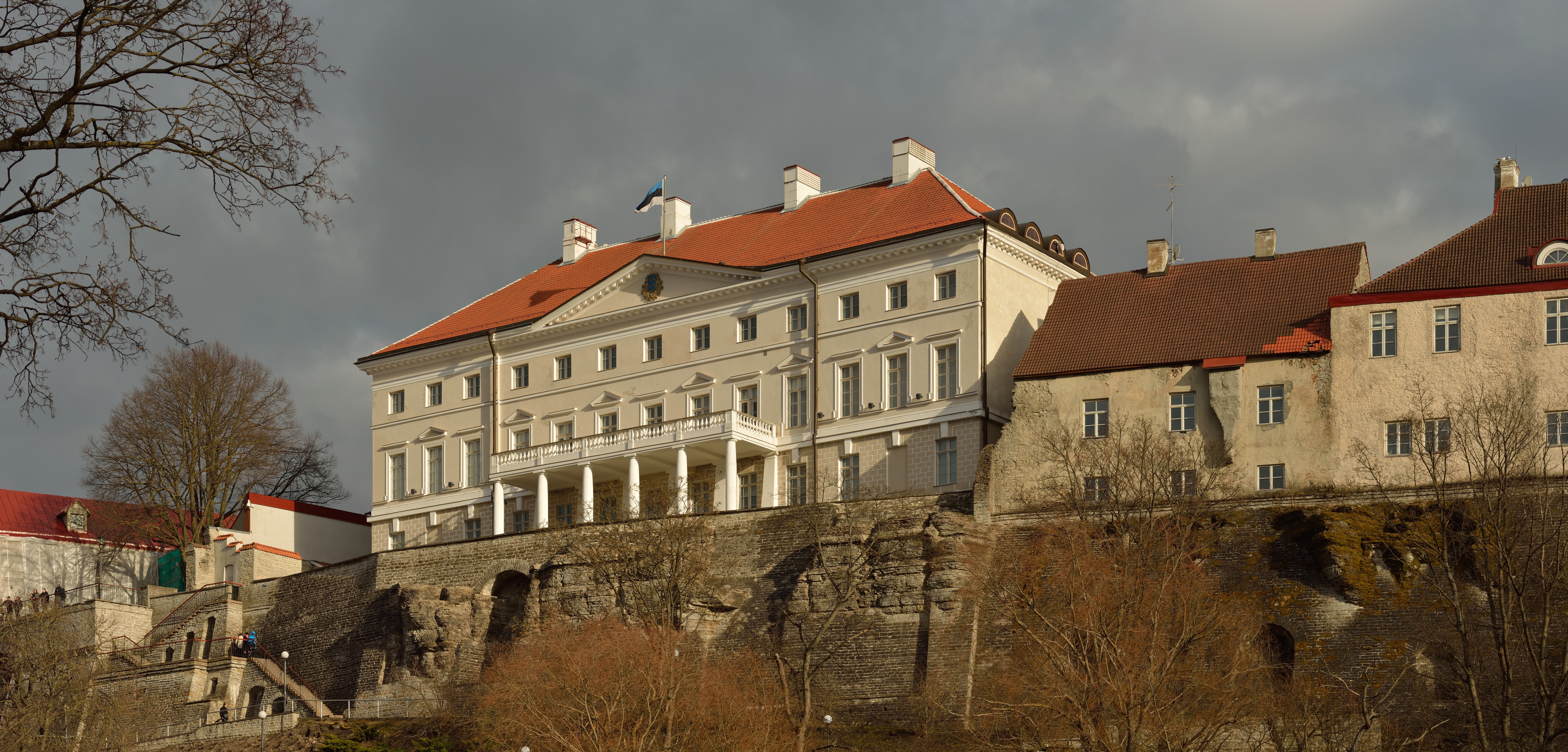
استنبوک هاوس مقر اصلی دولت استونی در شهر تالین است.

دولت استونی (استونیایی: Vabariigi Valitsus) نهاد اجرایی در کشور استونی به موجب قانون اساسی این کشور است، دولت استونی کابینه استونی هم نام نامیده می‌شود.
کابینه موظف به اجرا قوانین تصویب شده در مجلس استونی، هدایت و هماهنگی نهادها و سازمان‌های دولتی و انجام تمامی مسئولیت‌هایی است که در صلاحیت قوه مجریه میگنجد. نخست وزیر رئیس دولت محسوب می‌شود.